# Ernesto Andrés Livacic Gazzano
Ernesto Andres Livacic Gazzano (Punta Arenas, 23. ožujka 1929. – Santiago de Chile, 29. svibnja 2007.) je bio čileanski Hrvat, čileanski književnik, pedagog i književni teoretičar.
Bio je aktivan član Čileanske akademije za jezik (Academia Chilena de la Lengua)i dopisni član HAZU.

## Djela
(popis nepotpun)
- Las Siete Partidas. Santiago de Chile: Andrés Bello, 1982.